# Imad-Madonna

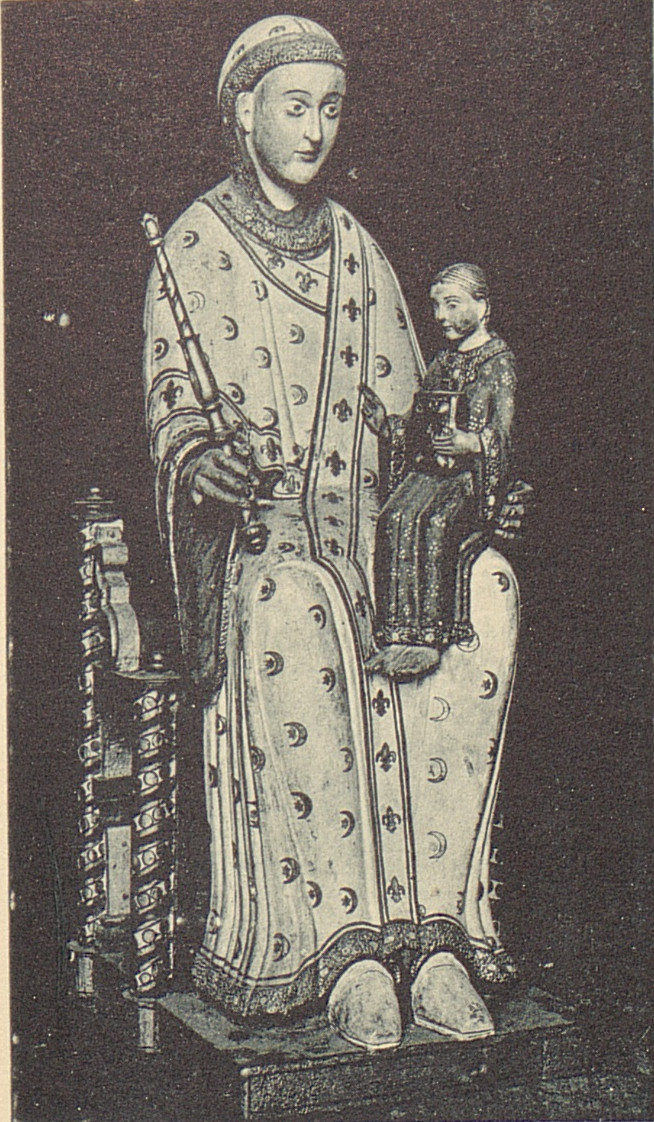
Die Imad-Madonna 1890

Die Imad-Madonna ist eine ottonische Skulptur, welche sich im Diözesanmuseum Paderborn befindet. Die Mitte des 11. Jahrhunderts entstandene Großplastik gilt als ein Hauptwerk der ottonischen Kunst. Dargestellt ist Maria als Muttergottes in Form einer thronenden Madonna mit dem Jesuskind auf ihrem Schoß. Die 112 Zentimeter große Skulptur aus Lindenholz war ursprünglich farbig gefasst und ist heute restauriert und in unbemalter Form ausgestellt. Auf der Rückseite der Figur befindet sich eine Reliquienöffnung, wobei jedoch unklar ist, ob die Madonna jemals als Reliquienbehälter verwendet wurde.

## Die Figur

### Beschreibung
Die fast lebensgroße Figur ist aus Lindenholz geschnitzt, im Rücken der Figur befindet sich ein Reliquiendeposit. Die Paderborner Madonna ist im Typus der Sedes sapientiae, der thronenden Madonna, dargestellt. Mit ihrer rechten Hand macht sie eine segnende Geste, während sie mit ihrer Linken das Jesuskind auf ihrem Schoß stützt. Den Blick in Sitzrichtung gewandt, führt Christus ebendiesen Segnungsgestus mit seiner Rechten aus, während er einen buchähnlichen Gegenstand in seinem linken Arm hält. Die Imad-Madonna ist in ihrem plastischen Aufbau auf einfache stilisierte Grundformen reduziert, welche bewusst an eine antikische Formensprache erinnern. Das Gewand der Muttergottes fungiert hierbei durch seine Wurffalten als ästhetische Strukturierung der Oberfläche und unterstreicht ihre Körperhaltung. Die Palla der Paderborner Madonna lässt ihre Ohren unverhüllt und geht ohne erkennbare Absetzung direkt in ihren Mantel über, was zu der Annahme führt, dass in der originalen Fassung die Textilien farblich unterschieden worden sind. Wie der Körper, so ist auch der Kopf der ottonischen Imad-Madonna in einer reduzierten Formensprache gestaltet. Die Kontur ihres Vorder- und Hinterkopfes verlaufen in ihren Grundlinien parallel und durch die Hinführung der Wangen zum Kinn wird eine Binnenstruktur um den Mund gebildet. Diese stark entwickelte Gesichtsbildung der Imad-Madonna wird von ihrem Schleier eingerahmt. Nasenspitze, Füße und Finger der Marienfigur fehlen. Die Oberfläche der Figur weist Schäden durch Anobienbefall und Brandspuren auf. Diese Brandspuren sind zugleich ein wichtiger Hinweis für die Datierung, da der Paderborner Dom 1058 abbrannte.

### Entstehungsgeschichte
Die Imad-Madonna verdankt ihre Entstehung ihrem Stifter und Namensgeber Bischof Imad aus Paderborn, der sie nach seinem Amtsantritt im Jahre 1051 in Auftrag gab. 1058 wurde die Marienfigur fertiggestellt und farbig gefasst, was man allerdings erst bei ihrer grundlegenden Restaurierung zwischen 1960 und 1970 herausfand. Das Gewand der Maria war weiß grundiert, worauf die Ornamentik und der Faltenwurf mit roter Farbe hervorgehoben wurde. Analog war die Kleidung des Christuskindes verziert, jedoch mit blauer Grundierung. Die Thronbank war in rot, blau, grün und gelb gehalten.
Kurz nach der Fertigstellung der thronenden Madonna wurde diese 1058 bei einem Dombrand stark beschädigt und daraufhin renoviert, indem man sie mit einem vergoldeten, durch Gemmen, Perlen und Edelsteine verzierten Kupferblech ummantelte.
1762 wurde die Metallverkleidung abgenommen um die Kriegskontribution am Ende des Siebenjährigen Krieges zu bezahlen. Vielleicht schon zu diesem Zeitpunkt, auf jeden Fall aber mindestens zweimal im 19. Jahrhundert erhielt die Figur eine neue Farbfassung, auch Teile der Holzsubstanz wurden erneuert bzw. mit einer Kittmasse überdeckt. Die Figur präsentiert sich heute weitgehend holzsichtig, lediglich das Buch des Christusknaben weist noch einen metallenen Überzug auf, auch zahlreiche Nägel, mit denen das Metall befestigt war, sind erhalten.
Die Imad-Madonna, über deren liturgische Verwendung nichts bekannt ist, wurde zwischen 1968 und 1970 grundlegend restauriert. Bei dieser Restaurierung wurden auch Reste der ursprünglichen Farbfassung festgestellt: Maria trug ursprünglich weiße Gewänder mit Ornamenten und Faltenzeichnung in Rot, Christus eine blaue Tunika mit roten Ornamenten, Faltenzeichnungen und Bordüren. Die Thronbank Marias war Rot, Blau, Grün und Gelb gefasst. Die späteren Farbfassungen und Ergänzungen wurden bei dieser Restaurierung entfernt.
Im Gegensatz zur Essener Goldenen Madonna und einer um 1022 datierten großen sitzenden Madonna aus Hildesheim wurde bei der Imad-Madonna ursprünglich kein Gold verwendet. Den Glanz des wertvollen Materials hatte die Gestaltung der Form abgelöst.

## Kunsthistorischer Kontext

### Die ottonische Großplastik
Zur Gruppe der ottonischen Großplastik gehört der Typus der thronenden Madonna, deren wichtigste Vertreter in Essen, Hildesheim, Paderborn und Frankfurt zu finden sind. Die vier Madonnen-Skulpturen unterscheiden sich außer in ihrer motivischen Gesamtkomposition deutlich voneinander und bilden jeweils einen eigenen Stil aus. Umstritten ist jedoch der Schwerpunkt der Bildaussage, der entweder auf der christologischen Ikonografie der Maria als Gottesgebärerin.  oder auf der rein mariologischen Verehrung basieren kann.
Die Entwicklung der thronenden Madonna von einer fest installierten Plastik zu einer mobilen Skulptur wurde durch architektonische Vorgaben und die Materialwahl mitbestimmt. Vor dem 13. Jahrhundert wurden hauptsächlich Steinbildhauereien angefertigt, die generell an die Dombauhütten gebunden waren. Mitte des 13. Jahrhunderts bildeten sich jedoch eine Praxis von ungebundenen Holzschnitzereien aus, welche die thronende Madonna zu einem selbständigen und vor allem beweglichen Bildwerk gemacht hat.

### Der Typus der thronenden Madonna: Sedes sapientiae
Neben den Kruzifixen ist der Typus der Sedes sapientiae, der thronenden Madonna eine weitere Gruppe der ottonischen Großplastik. Die Verehrung der Muttergottes reicht bis ins 5. Jahrhundert zurück und betraf ihre Position als Thron der Weisheit und Herrschende, Mutter und Personifikation der Kirche, um vor allem dem Zweifel an ihrer Gottesmutterschaft entgegenzuwirken.
Der Typus der thronenden Madonna mit frontal sitzendem Christuskind ist eine im Mittelalter sehr etablierte Darstellungsform, deren Anfang die Goldene Madonna aus Hildesheim markiert. Die Paderborner Madonna hingegen wurde als eigenständiges Konzept gedacht, in dem Elemente der Hildesheimer und Essener Madonna adaptiert wurden. Neben der Mainzer und Frankfurter Madonna repräsentiert auch die Paderborner Muttergottes die schematische Auflösung der antikisierenden Sitzhaltung, wobei hier aber die Spätantike nicht weitergeführt wurde, sondern lediglich Motive verarbeitet wurden.
Die Benennung der thronenden Maria als Sedes sapientiae täuscht eine Bestimmtheit vor, die so nicht gegeben ist: Immer im Bezug zu ihrer eigentlichen Ikonographie entwickelt sich die Figur der Madonna von einem Altarbild mit den drei heiligen Königen zu einer eigenständigen theologisch und hieratisch gesteigerten Darstellung und Bildform. Durch die spezielle Benennung der Marienfigur wird die Aufmerksamkeit auf einen besonderen Aspekt oder eine Bestimmte Rolle der Maria in der Liturgie gelenkt. So kann die thronende Madonna zunächst als Analogie des thronenden Christus gesehen werden und ab Ende des 14. Jahrhunderts als etablierte Korrespondenz in der Kirchenausstattung zum Crucifixus.
Somit war die Madonna durch ihren liturgischen Doppelcharakter als Mutter Gottes und Christus Fleisch selbst, nicht nur Heiligen-, sondern auch Gottesbild und ihre große Resonanz gegen Ende des 11. Jahrhunderts lässt sich vermutlich auf den Investiturstreit zurückführen, in dem die Kirche durch Propaganda Maria als Inbegriff des Kirchenbildes proklamierte und den Marienkult förderte.

## Liturgische Verwendung
Die ottonischen Madonnenfiguren fanden in der Liturgie ihre Verwendung in Prozessionen: als thronende Madonna waren sie als mobiles Kultbild angelegt und fand so eine große Bedeutung in der Kirchengemeinde. Zweitrangig war dabei ihre Verwendung als Reliquienschrein und auch ein fester Ausstellungsplatz im Kirchenraum wurde ihr verwehrt.
Die Meinungen zum Ursprung der Monumentalplastiken in der Kirche sind weiterhin geteilt: Harald Kellers These besagt, dass die Skulptur nur in Verbindung mit dem Reliquienkult als Reliquienschrein dort Eingang gefunden hat. Allerdings ist bisher immer noch nicht bewiesen, ob Plastiken in menschlicher Gestalt lediglich durch ihre Funktion als Reliquienschrein Bestand hatten.
Bei der Kritik am Kultbild im Sinne eines Idololatrieverdachts muss jedoch zwischen Bild und Reliquie unterschieden werden, da letztere in der christlichen Kirche der Liturgie hierarchisch unterlegen ist. Die Imad-Madonna kann, laut Büchsel, jedoch definitiv nicht als Kultbild betrachtet werden, da dieses eine personhafte Übereinstimmung von Reliquie und Bild erfordert, in ihr aber keine Reliquie aufbewahrt wurde. In der mittelalterlichen Bildbestimmung der thronenden Madonna und der entbrannten Diskussion um sie handelt es sich also eigentlich um Fragen nach der Perspektive der Betrachtung. Dabei muss man die Entwicklung und theologischen Fragestellungen an die Mariologie richten und in den Kontext der Christologie stellen, um den ottonischen Typus der thronenden Maria zu entschlüsseln.

## Auswirkung und Einflussnahme auf folgende Madonnendarstellung
In der zweiten Hälfte des 14. Jahrhunderts schreitet die Entwicklung der Madonnendarstellung zur gotischen Formensprache voran und bildet weitere eigenständige Typen heraus, wie beispielsweise die Schutzmantelmadonna oder Pietà, die ihrerseits die besondere Rollen von Maria hervorheben. Vor allem die Gattung der Schönen Madonnen gilt als eine der bedeutendsten Gruppierungen, welche sich vom Reliquienstreit entfernt und ihren Kultgehalt nicht durch materielle Beweise, sondern alleine durch ästhetische und idealisierte Darstellung besitzt und somit eine kultische Überhöhung ihres Bildwerks erfährt.

## Weblink
- Imad-Madonna. In: dioezesanmuseum-paderborn.de. Abgerufen am 19. Juni 2024.